# Sammlungen und Museen im Bereich der Geisteswissenschaften der Universität Leipzig
Die geisteswissenschaftlichen Sammlungen und Museen der Universität Leipzig umfassen eine bedeutende universitäre Lehr- und Schausammlung. Insgesamt vereinen die Einzelsammlungen der Universität Leipzig über 900.000 Objekte. Im Bereich der Geisteswissenschaften verfügt die Universität über sechs Sammlungen mit einem Umfang von ca. 50.000 Objekten. Zusätzlich ist die Universitätsbibliothek Leipzig im Besitz bedeutender Sondersammlungen, darunter die Papyrus- und Ostrakasammlung oder die Münzsammlung. 
In ihrer Doppelfunktion als Studien- und Schausammlungen nehmen diese zwar die Rolle eines für die Öffentlichkeit zugänglichen Museums ein, vordringlich dienen sie jedoch der Lehre (Ausbildung der Studenten) und Forschung.

## Geschichte
Die Geschichte der einzelnen Sammlungen verlief sehr unterschiedlich voneinander. Die Sammlungen entstanden einerseits aus dem historisch gewachsenen Bestand seit Gründung der Universität 1409 (z. B. Kustodie/Kunstsammlung mit Epitaphien und Porträts Leipziger Gelehrter) und andererseits aus dem Erwerb oder der Schenkung bürgerlicher Privatsammlungen (z. B. Erwerb der Musikinstrumentensammlung des Kölner Papierfabrikanten Wilhelm Heyer (1849–1913) im Jahr 1926) bzw. dem sukzessiven Ankauf einzelner Objekte durch Wissenschaftler der Universität.
Der Grundstock für viele der heute existierenden Sammlungen von zum Teil nationalem und internationalem Rang wurde im 19. Jahrhundert gelegt. So hat die ägyptische Sammlung ihren Ursprung im Jahre 1842 mit dem Ankauf eines Zedernholzsarges durch Gustav Seyffarth (1792‒1885). Heute ist das ägyptische Museum die bedeutendste Universitätssammlung ihrer Art in Deutschland. Auch wurde das aus einem „Kabinett für Archäologie und Kunst“ hervorgegangene Antikenmuseum seit 1840 sukzessive erweitert und zählt heute, neben dem Albertinum in Dresden, zu einem der wichtigsten archäologischen Museen innerhalb Sachsens. 
Die bewusste Integration der Sammlungen in Lehre und Forschung blickt an der Universität Leipzig auf eine lange Tradition zurück: So wurden die Gipsabgusssammlung und die Sammlung für Ur- und Frühgeschichte bereits seit ihrer Gründung 1834 bzw. 1934 im Sinne einer Lehrsammlung für die Studierenden begriffen. Dieses Konzept hat sich bis heute bewährt und gewährleistet als unerlässlicher Bestandteil des Studiums eine methodisch fundierte, praxisbezogene Ausbildung der Studenten.

## Die Sammlungen

### Ägyptisches Museum
Die Lehrschausammlung des Ägyptischen Museums beherbergt archäologische Fundstücke aus der viertausendjährigen Geschichte des antiken Ägypten. Bei den etwa 7000 Objekten unterschiedlichster Gattungen handelt es sich um Statuen, Reliefs, Kleinbronzen, Särge, Totenstatuetten (Uschebti), Stein- und Tongefäße sowie Ostraka (beschriebene oder bemalte Ton- und Kalksteinscherben), die vornehmlich gezielten Forschungsprojekten und der Ausbildung der Studierenden dienen, die neben der Arbeit am Objekt auch den Umgang mit der Öffentlichkeit erlernen. Die regelmäßigen Öffnungszeiten und Führungen im Museum werden durch Monatsvorträge, Lesungen oder musikalische Abende ergänzt, die es der breiten Öffentlichkeit ermöglichen ein fundiertes Wissen über die altägyptische Kultur zu gewinnen.

### Antikenmuseum
Das Antikenmuseum der Universität Leipzig ist eine der größten Hochschulsammlungen antiker Kleinkunst in Deutschland. Der Grundstock der Sammlung wurde in der 1. Hälfte des 18. Jahrhunderts gelegt, als erste antike Objekte an die Universität kamen.
Insgesamt umfasst die Sammlung heute mehr als 16.000 Exponate, zu deren bedeutendsten Exponaten zahlreiche schwarz- und rotfigurige Vasen zählen. Schon seit 1844 beschränkte sich die Sammlung nicht nur darauf, eine Studiersammlung für Studenten zu sein, sondern zeigt hervorragende Exponate ihres Bestandes auch der allgemeinen Öffentlichkeit. Seit 1994 wird die Sammlung in der Alten Nikolaischule in Leipzig präsentiert. Wesentlich am Zustandekommen der Sammlung ist in besonderem Maße bürgerschaftliches Engagement, was sich besonders an den Sponsoren ablesen lässt.

### Gipsabgusssammlung
Die Gipsabgusssammlung der Universität Leipzig zählte vor dem Zweiten Weltkrieg zu den vollständigsten und bedeutendsten Sammlungen ihrer Art in Deutschland und rangiert auch heute, trotz erheblicher Kriegsverluste, noch immer unter den größten universitären Abgusssammlungen.
Sie umfasst ca. 600 Abgüsse griechischer und römischer Antiken aus allen bedeutenden archäologischen Sammlungen Europas und allen historischen Epochen des Altertums. Einen Großteil des Bestandes machen Abgüsse von Kleinplastiken und Portraitköpfen aus, doch schließt die Sammlung auch ca. 100–115 Großplastiken und Figurengruppen mit ein. Hier liegt der Schwerpunkt auf Werken des Hellenismus bzw. römischen Kopien nach hellenistischen Vorbildern. Dieses Übergewicht erklärt sich aus dem Umstand, dass bei den Bombenangriffen auf Leipzig nur der sog. „Hellenistische Saal“ der Antikensammlung der Universität von Kriegsschäden weitestgehend verschont blieb. 

### Kustodie/Kunstsammlung
Die Kunstsammlung der Universität Leipzig verfügt über einen umfangreichen Bestand an Kunstwerken unterschiedlicher Epochen und Gattungen. So verwahrt die Kustodie u. a. Skulpturen und Malereien des Mittelalters, Werke der Reformationszeit, Epitaphien aus drei Jahrhunderten, bedeutende Porträtsammlungen, Druckgrafiken und eine Vielzahl an Arbeiten namhafter Künstler der DDR. Im Bemühen um die Fortführung der jahrhundertelangen Sammlungstradition (seit der Universitätsgründung 1409), in deren Verlauf der Sammlungsumfang auf etwa 10.000 Objekte anwuchs, werden Kunstwerke bis heute erworben.

### Museum für Musikinstrumente
Das Museum für Musikinstrumente der Universität Leipzig ist ein zur Universität Leipzig gehörendes Museum. Mit seinen über 5500 Bestandseinheiten, rund 10.000 Objekten, unter denen sich neben wertvollen europäischen und außereuropäischen Instrumenten insbesondere kostbare Stücke aus der Zeit der Renaissance und des Barock sowie der Leipziger Bach-Zeit befinden, nimmt es weltweit eine der vordersten Stellen von hohem Rang ein. Heute ist es nach dem Museum in Brüssel (7.000 Instrumente) und vor jenem in Paris (4.000 Instrumente) das zweitgrößte Musikinstrumenten-Museum Europas.

### Sammlung Ur- und Frühgeschichte
Die Sammlung Ur- und Frühgeschichte der Universität Leipzig umfasst etwa 6.500 Exponate aus allen Zeitstufen von der Altsteinzeit (Paläolithikum) bis zur Neusteinzeit (Neolithikum) und einem geografischen Raum von Deutschland bis Südamerika. Der Sammlungsschwerpunkt liegt dabei jedoch im Bereich regionaler Urgeschichte. 
Der Hauptteil der Sammlung besteht aus Steinwerkzeugen aller steinzeitlichen Epochen. Hinzu kommen Siedlungsfunde der Linearbandkeramik (Jungsteinzeit) sowie Urnen und Grabbeigaben der Bronze- und Eisenzeit aus Mitteldeutschland (Lausitzer und Billendorfer Kultur).